# Royal Winter Music
Royal Winter Music är två soloverk för klassisk gitarr av den tyske kompositören Hans Werner Henze.

## Historia
Båda verken är inspirerade av karaktärer från Shakespeare. Det första verket (beskrivet som en sonat) färdigställdes 1976 och är i sex satser. Den första delen, Richard of Gloucester ger det övergripande arbetet sitt namn (från Richards inledande monolog 'Now is the winter of our discontent).
Det första stycket uruppfördes av Julian Bream (på vars begäran Henze hade skrivit det) i Berlin den 20 september 1976.
Den andra sonaten, skriven 1979, fortsätter Shakespeare-temat i tre delar. Henze har konstaterat att arbetet i sin helhet nu är klart.
Det andra verket uruppfördes av Reinbert Evers på Goethe-Institut i Bryssel den 25 november 1980. Båda verken är tillägnade Julian Bream.

## Struktur

### Första sonaten över Shakespears personer
1. Gloucester
2. Romeo och Julia
3. Ariel
4. Ophelia
5. Touchstone, Audrey and William
6. Oberon

### Andra sonaten över Shakespears personer
1. Sir Andrew Aguecheek
2. Bottom's Dream
3. Mad Lady Macbeth